# Taff
Taff lub Taf (ang. River Taff, wal. Afon Taf) – rzeka w południowej Walii wpadająca do zatoki Cardiff Bay w Cardiff.
Rzeka ta posiada dwa źródła, które wypływają z rejonu Brecon Beacons jako Taf Fawr (wielka Taff) oraz Taf Fechan (mała Taff) po czym łączą się w główną rzekę w pobliżu miasta Merthyr Tydfil. Nad rzeką Taff leży Millenium Stadion w Cardiff.